# باب الهوى (المالكية)
باب الهوى قرية سورية تتبع ناحية مركز المالكية في منطقة المالكية التابعة لمحافظة الحسكة في أقصى شمال شرق سورية. بلغ عدد سكانها 125 نسمة عام 2004.
تقع على بعد حوالي 2 كم إلى الشمال من مدينة المالكية وتقريبا نفس المسافة عن الحدود مع تركيا.